# Adele Neuhauser

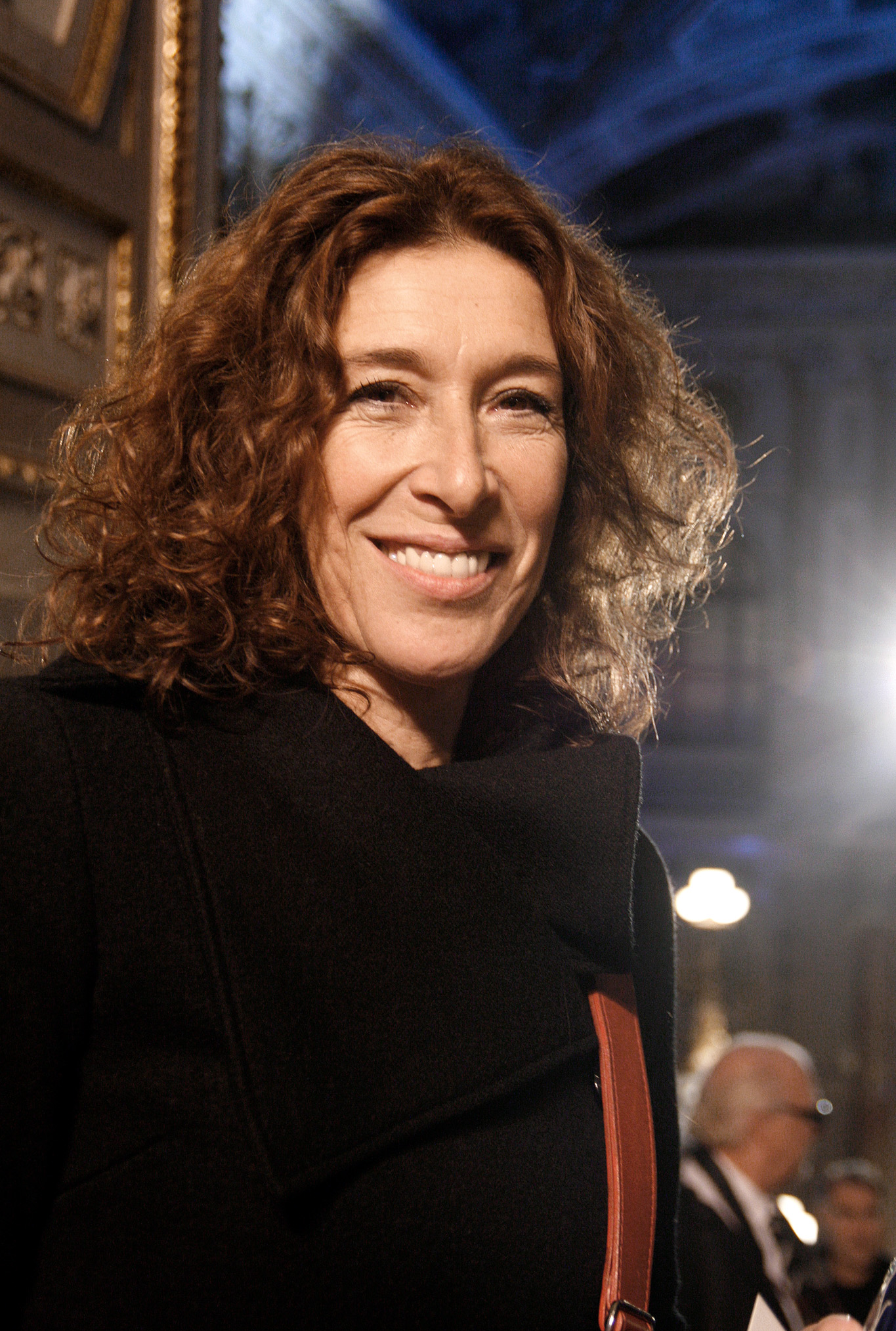
Adele Neuhauser, 2010

Adele Neuhauser (* 17. Jänner 1959 in Athen, Griechenland) ist eine österreichische Schauspielerin. Ihre Karriere begann sie in Deutschland als Theaterschauspielerin. Seit 1978 steht sie für Film und Fernsehen vor der Kamera. Einem breiten Publikum wurde sie 2004 durch die österreichische Landkrimiserie Vier Frauen und ein Todesfall und in der Rolle der von ihr seit 2011 verkörperten Tatort-Kommissarin Bibi Fellner bekannt.

## Privatleben
Die in Athen geborene Adele Neuhauser ist die Tochter eines österreichisch-griechischen Architekten. Ihre Waldviertler Großeltern waren akademische Maler. Ihr Halbbruder Peter Marquant folgte diesem Vorbild. Vom Großvater stammen Sgraffiti auf dem Wiener Künstlerhaus. Die Großmutter verlegte sich, weil es nach Meinung des Großvaters nur einen Maler in der Familie geben könne, auf die Anfertigung von Gobelins und Kasperlfiguren und arbeitete für die Wiener Werkstätte. Ihre Urgroßmutter, obwohl selbst nicht von den NS-Rassegesetzen betroffen, ging freiwillig mit ihrem jüdischen Mann ins Konzentrationslager, wo sie beide ums Leben kamen.
Im Alter von vier Jahren siedelte sie mit ihrer Familie von Griechenland nach Wien über, wo sie aufwuchs. Neuhausers Mutter, die selbst Schauspielerin werden wollte, verließ die Familie und nahm dabei Adeles Halbbruder mit. Adele und ihr Bruder blieben bei ihrem Vater Georg, später wuchs sie allein bei diesem auf. Seit ihrem sechsten Lebensjahr wollte sie Schauspielerin werden. Sie unternahm nach eigenen Angaben von ihrer Kindheit bis zum 21. Lebensjahr mehrere Suizidversuche. Mit Anfang zwanzig zog sie von Österreich nach Deutschland. 2008 unterzog sie sich wegen Ablagerungen und eines Reinke-Ödems auf den Stimmbändern einer Stimmbandoperation, wodurch sich ihre Stimme ein wenig erhöht hat. Adele Neuhauser wird seitdem nach eigenen Angaben am Telefon nicht mehr als „Herr Neuhauser“ angesprochen.
Neuhauser engagiert sich für das Kinderhilfswerk Plan International Deutschland, in dessen Kuratorium sie außerdem Mitglied ist. Außerdem war sie 2016 gemeinsam mit weiteren Tatort-Schauspielern Teil einer Jubiläumskampagne der Opferhilfsorganisation Weißer Ring.
Im April 2017 erschien unter dem Titel Ich war mein größter Feind: Loslassen und weitergehen im Brandstätter Verlag eine Autobiografie Neuhausers.
Adele Neuhauser lebt nach der Trennung von ihrem mittlerweile verstorbenen Mann Zoltan Paul in Wien. Ihr 1987 geborener Sohn Julian Pajzs ist Jazzmusiker und Filmkomponist. Seit 2014 tritt sie mit ihm in der Literatur-&-Musik-Produktion Die letzten ihrer Art auf.

## Karriere

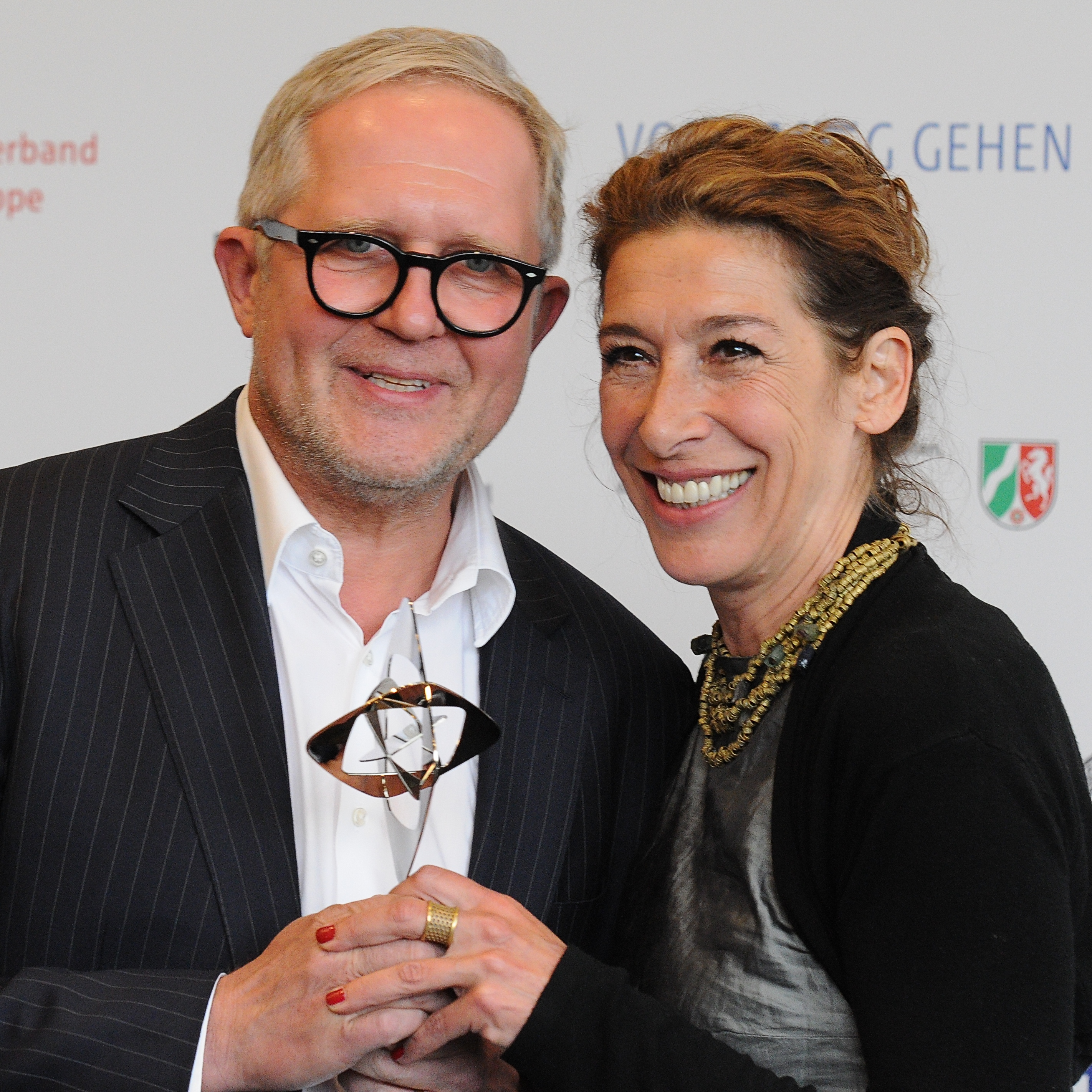
Adele Neuhauser mit Harald Krassnitzer bei der Grimme-Preisverleihung 2014

Neuhauser absolvierte von 1976 bis 1978 an der Schauspielschule Krauss in Wien ihre Schauspielausbildung. Sie stand u. a. in Münster, Essen, Mainz und zwischendurch auch in Wien auf der Theaterbühne. Überregionales Aufsehen erregte Neuhauser in der Faust-Inszenierung am Stadttheater Regensburg, in der sie als Frau den Mephisto verkörperte.
Neben ihren Arbeiten auf der Bühne steht sie seit 1978 auch für Film und Fernsehen vor der Kamera. Ihr Debüt gab sie als Schülerin in einer Folge der satirischen Krimiserie Kottan ermittelt. Konrad Sabrautzky besetzte sie 1990 an der Seite von Maja Maranow als Maggy in der Travestiekomödie Der neue Mann in ihrem ersten Fernsehfilm. In der Folgezeit spielte sie u. a. in Kinofilmen wie Irren ist männlich (1996), Helden in Tirol (1998), Gone – Eine tödliche Leidenschaft (2004), Wo ist Fred? (2006), 3faltig (2010), Bad Fucking (2013) und Love Machine (2019). Daneben übernahm sie Gastrollen in zahlreichen Fernsehserien, darunter Krimireihen wie Tatort, Polizeiruf 110 und Sinan Toprak ist der Unbestechliche.
Von 2004 bis 2016 verkörperte sie Julie Zirbner in der ORF-Produktion Vier Frauen und ein Todesfall. Seit 2010 spielt Neuhauser die anfänglich alkoholabhängige und ausgebrannte, von der „Sitte“ kommende Ermittlerin Bibi Fellner an der Seite von Harald Krassnitzer als ihr Kollege Moritz Eisner im Wiener Tatort des ORF. Im April 2025 wurde bekanntgegeben, dass das Ermittlerduo Moritz Eisner und Bibi Fellner Ende 2026 aufhören werde.
Adele Neuhauser ist Mitglied der Akademie des Österreichischen Films. Im Oktober 2024 wurde sie auch Mitglied der Deutschen Filmakademie.

## Filmografie

### Kino
- 1990: Spieler
- 1996: Irren ist männlich
- 1998: Helden in Tirol
- 2004: Gone – Eine tödliche Leidenschaft
- 2006: Wo ist Fred?
- 2008: Räuber Kneißl
- 2009: Die Perlmutterfarbe
- 2009: Sturmfrei
- 2009: Wüstenblume (Stimme für Meera Syal)
- 2010: 3faltig
- 2013: Bad Fucking
- 2019: Love Machine
- 2021: Rotzbub (Stimme)
- 2023: 15 Jahre
- 2024: ÜberLeben in Brandenburg

### Fernsehen

#### Fernsehfilme
- 1990: Der neue Mann
- 1991: Scheidung a la carte
- 1993: Dann eben mit Gewalt
- 1998: Die Mädchenfalle – Der Tod kommt online
- 1998: Ein Fleisch und Blut
- 1999: Alphamann: Amok
- 1999: Alphamann: Die Selbstmörderin
- 2002: Davon stirbt man nicht
- 2004: Italiener und andere Süßigkeiten
- 2003: Die Kirschenkönigin (Dreiteiler)
- 2004: Der Weihnachtshund
- 2005: Endlich Urlaub!
- 2005: Vorsicht Schwiegermutter!
- 2005: Zwei Weihnachtshunde
- 2006: Zwei zum Fressen gern
- 2006: Der Kranichmann
- 2006: Geküsst wird vor Gericht
- 2007: Ich Chef, du nix
- 2008: Mit einem Schlag
- 2008: Ich liebe den Mann meiner besten Freundin
- 2009: Mein Flaschengeist und ich
- 2010: Aufschneider (Zweiteiler)
- 2010: London, Liebe, Taubenschlag (Zweiteiler)
- 2010: Die Wanderhure
- 2010: Traum aus Schokolade
- 2010: Molly & Mops: Das Leben ist kein Guglhupf (Mehrteiler)
- 2012: Der Heiratsschwindler und seine Frau
- 2014: Clara Immerwahr
- 2018: Venus im vierten Haus
- 2019: Brecht
- 2019: Die drei Königskinder
- 2021: Faltenfrei
- 2022: Die Rote Fini – Die verschwundenen Millionen der DDR
- 2024: Ungeschminkt

#### Fernsehserien und -reihen
- 1978: Kottan ermittelt: Nachttankstelle
- 1988: Anwalt Abel (Folge Der Dienstagsmann)
- 1988: Der Leihopa (Folge Die Freundin)
- 1989: Tatort: Die Neue
- 1999: SOKO München (Folge Abgestürzt)
- 2000: Tatort: Die kleine Zeugin
- 2001–2002: Sinan Toprak ist der Unbestechliche (7 Folgen)
- 2002: Tatort: Wolf im Schafspelz
- 2002: Zwei Engel auf Streife (4 Folgen)
- 2003: Die Rosenheim-Cops (Folge Gefährliche Freundschaft)
- 2003: Polizeiruf 110: Tiefe Wunden
- 2004: Schulmädchen (3 Folgen)
- 2005–2020: Vier Frauen und ein Todesfall (66 Folgen)
- 2005–2008: Mutig in die neuen Zeiten (Fernsehreihe)
  - 2005:  Im Reich der Reblaus
  - 2006:  Nur keine Wellen
  - 2008:  Alles anders
- 2007: Großstadtrevier (Folge Rufmord)
- 2007: SOKO Donau (Folge Ein mörderischer Preis)
- 2008: Sesamstrasse (als Frau Kowalski)
- 2008: Tatort: Granit
- 2008–2011: Doctor’s Diary – Männer sind die beste Medizin
- 2009: Tatort: Kassensturz
- 2009: Polizeiruf 110: Endspiel
- 2010: Tatort: Weil sie böse sind
- 2010: Lilly Schönauer – Verliebt in einen Unbekannten
- 2011: Schnell ermittelt (Folge Sr. Margarete Laub)
- seit 2011: Tatort (ORF) → siehe Eisner und Fellner
- 2014: Donna Leon – Reiches Erbe
- 2016: Landkrimi: Höhenstraße (Cameo als Bibi Fellner)
- 2020: Unter Freunden stirbt man nicht (4 Folgen)
- 2020: Wischen ist Macht (2 Folgen)
- 2021: Landkrimi: Steirerrausch

Tatort-Folgen als Bibi Fellner
- 2011: Vergeltung
- 2011: Ausgelöscht
- 2012: Kein Entkommen
- 2012: Falsch verpackt
- 2013: Zwischen den Fronten
- 2013: Unvergessen
- 2013: Angezählt
- 2014: Abgründe
- 2014: Paradies
- 2015: Deckname Kidon
- 2015: Grenzfall
- 2016: Sternschnuppe
- 2016: Die Kunst des Krieges
- 2017: Schock
- 2017: Wehrlos
- 2017: Virus
- 2018: Die Faust
- 2018: Her mit der Marie!
- 2019: Wahre Lügen
- 2019: Glück allein
- 2019: Baum fällt
- 2020: Pumpen
- 2020: Krank
- 2020: Unten
- 2021: Die Amme
- 2021: Verschwörung
- 2022: Alles was Recht ist
- 2023: Was ist das für eine Welt
- 2023: Azra

## Theatrografie (Auswahl)
- 1986: Nachtasyl (Grillo-Theater in Essen)
- 1990: König Ubu Wiener Schauspielhaus
- 1991: Medea (Staatstheater Mainz)
- 1992: Quartett (Theater Erlangen)
- 1996–1998: Präsidentinnen (Theater Erlangen)
- 1999: Maria Stuart (Theater Regensburg)
- 1999: Faust (Theater Regensburg)
- 2000: Macbeth (Theater Regensburg)
- 2000: Meisterklasse (Theater Regensburg)
- 2000: Macbeth (Theater Regensburg)
- 2000: Medea (Theater Regensburg)
- 2010/2011: Unschuldsvermutung (Rabenhof Theater, Wien) als Karl-Heinz Grasser[15]

## Auszeichnungen

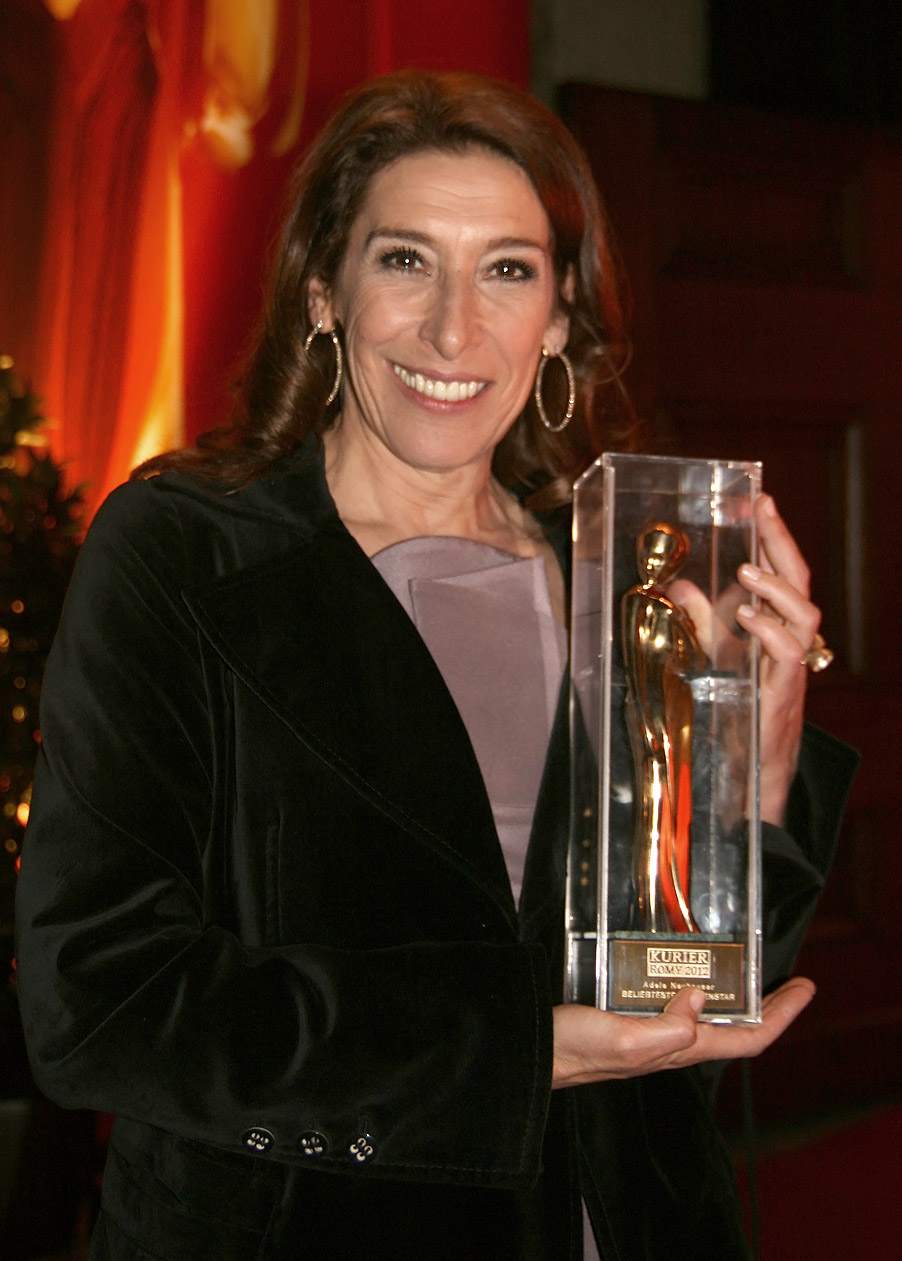
Adele Neuhauser mit der ROMY 2012 als beliebteste Seriendarstellerin

- 1996: Darstellerpreis Bayerische Theatertage[16]
- 2012: Romy Film- und Fernsehpreis als Beliebteste Seriendarstellerin
- 2013: Romy Film- und Fernsehpreis als Beliebteste Seriendarstellerin
- 2014: Grimme-Preis für Tatort: Angezählt
- 2014: Romy Film- und Fernsehpreis als Beliebteste Seriendarstellerin
- 2015: Nominierung durch Die Presse zur Österreicherin des Jahres in der Kategorie Kulturerbe[17]
- 2016: Romy als Beliebteste Schauspielerin Serie/Reihe
- 2017: Romy als Beliebteste Schauspielerin Serie/Reihe
- 2020: Mostdipf-Preis[18][19]
- 2024: Johann-Nestroy-Ring der Stadt Bad Ischl[20]
- 2024: Deutscher Fernsehkrimipreis: Ehrenpreis des Deutschen FernsehKrimi-Festivals für ihre Rolle als Bibi Fellner im Tatort[21]
- 2024: Deutscher Filmpreis als Beste Nebenrolle für 15 Jahre
- 2025: New York Festivals TV & Film Awards: Gold Tower in der Kategorie Craft Program – Performance by an Actress für Ungeschminkt[22]

## Adele Neuhauser über sich selbst
- Ich war mein größter Feind. Autobiografie. Brandstätter Verlag, Wien 2017, ISBN 978-3-7106-0090-6.
- Filmporträt: Lebenslinien, Bayerischer Rundfunk 2020, abrufbar in der ARD-Mediathek